# St. Markus (Lauenförde)

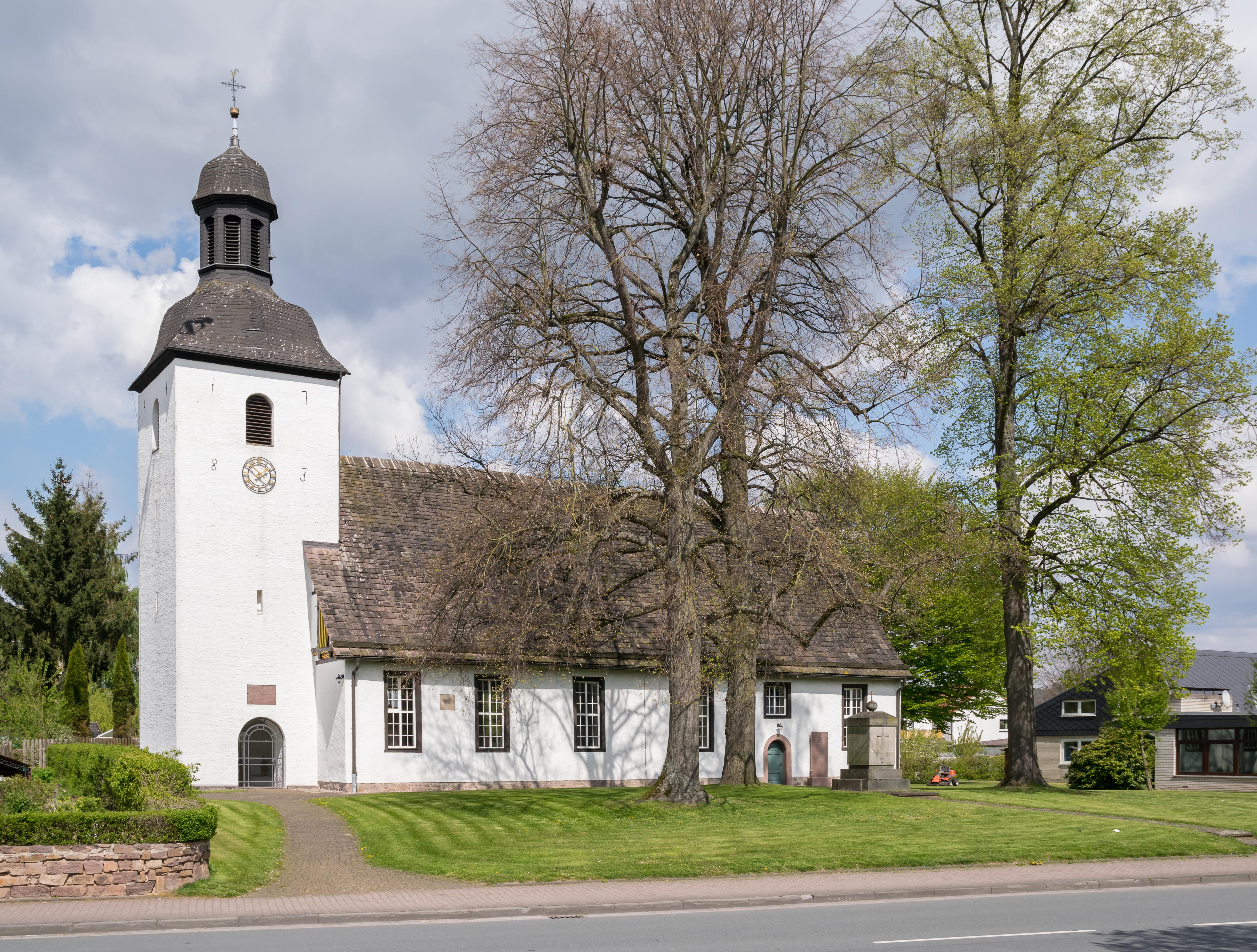
Markuskirche Lauenförde

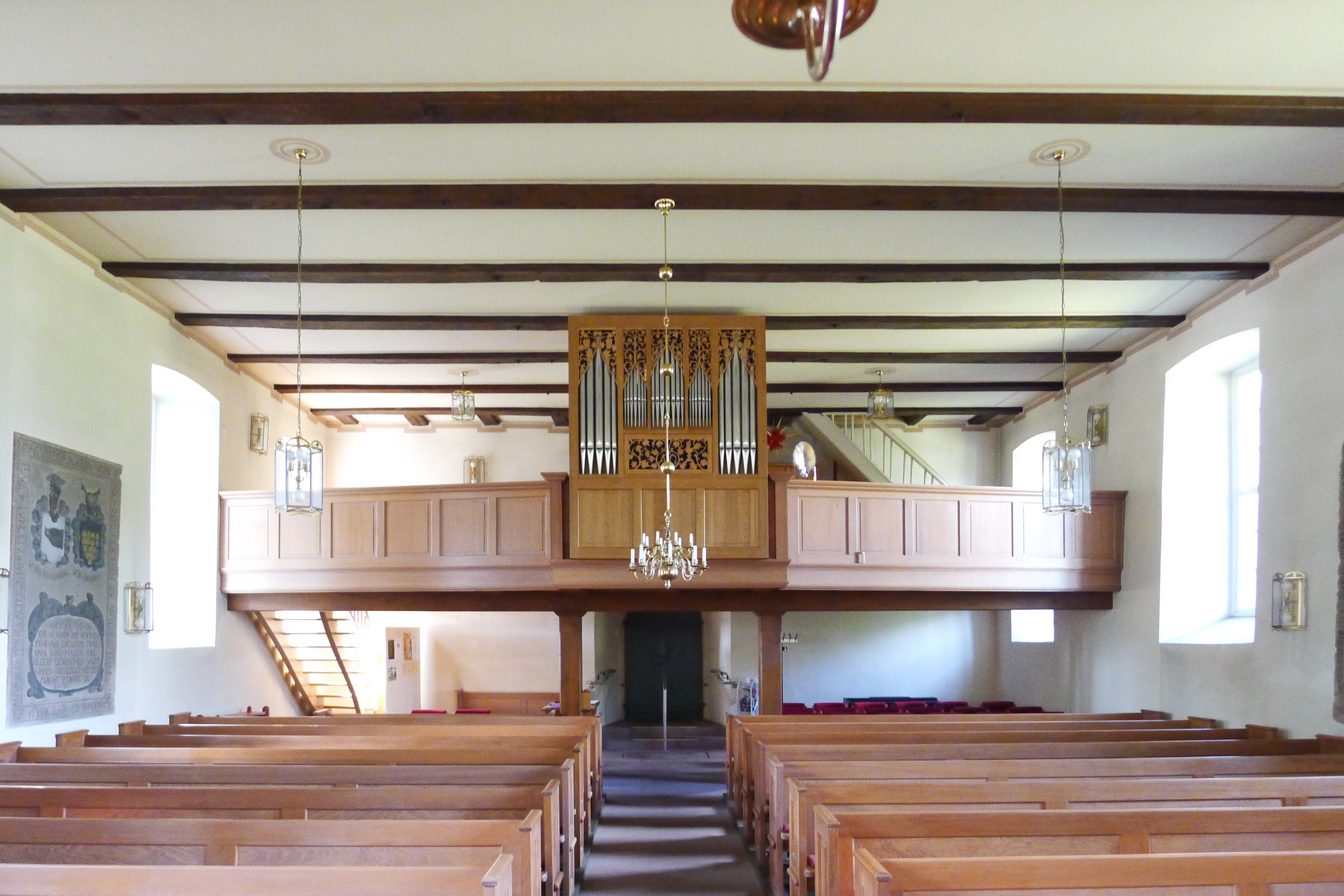
Kirchenraum zur Orgel

Die evangelisch-lutherische Kirche St. Markus steht auf dem ehemaligen Kirchfriedhof in Lauenförde, einer Gemeinde der Samtgemeinde Boffzen im Landkreis Holzminden in Niedersachsen. Den Namen Markuskirche führt sie seit 1996. Die Kirchengemeinde wurde 2013 den Kirchengemeinden der Christuskirche Fürstenberg und der Johanneskirche Meinbrexen zur Trinitatis-Gesamtkirchengemeinde Solling-Weser vereinigt, die dem Kirchenkreis Holzminden-Bodenwerder im Sprengel Hildesheim-Göttingen der Evangelisch-lutherischen Landeskirche Hannovers angehört.

## Geschichte
Bis zur Reformation hatte der Calenberger Ort Lauenförde zur Pfarrei der Johanniskirche von Beverungen auf dem gegenüberliegenden Stift-Paderborner Weserufer gehört und erst 1568 mit dem Regierungsantritt von Herzog Julius von Braunschweig-Wolfenbüttel ergab sich mit dem damit verbundenen Konfessionswechsel die Notwendigkeit zum Bau einer eigenen evangelischen Kirche. 1569 stiftete der Burgdroste Rabotto von Wrede, dessen Wappen auf dem Taufstein von 1581 im Innern der Kirche angebracht ist, in Nähe seines Rittergutes den Kirchenbau, eine einfache, flachgedeckte Saalkirche. Eine Inschrifttafel auf der Südseite der Kirche gibt das Datum des Baubeginns an (ANNO MDLXIX SACRA HAEC AEDES FIERI ATQUE EXSTRVI COEPIT, gefolgt vom Emblem eines Löwen). Die Kirche wurde 1664 durch den Drosten Dietrich Spiegel von Peckelsheim nach Osten erweitert, der unter dem Altarraum sein Familienbegräbnis anlegte. Von 1782 (so die Inschrift) bis 1783 (so die Datierung durch den Maueranker) wurde westseitig der Kirchturm mit seiner barocken Turmhaube angebaut.
Vor seiner purifizierenden Umgestaltung im Jahre 1962 besaß der Kirchenraum eine barocke Ausstattung mit einer Altarwand mit Kanzelaltar und seitlichen Patronatslogen. 1981 erhielt die Kirche ein neues Geläut aus drei Bronzeglocken, nachdem die früheren Geläute von 1783 und 1922 der Glockenablieferung der beiden Weltkriege zum Opfer gefallen waren und die als Ersatz beschafften Stahlglocken Abnutzungen aufwiesen. Bei der Renovierung der Jahre 1994 bis 1997 erhielt die Kirche eine modernistische Neuausstattung. Die jetzige Orgel wurde im Jahr 1997 von Rudolf Janke aus Bovenden neuerrichtet.